# Edwin Encarnación
Edwin Elpidio Encarnación (nascido em 7 de janeiro de 1983) é um jogador dominicano de beisebol atuando como primeira base e rebatedor designado na Major League Baseball (MLB). Jogou pelo Cincinnati Reds, onde atuava principalmente como terceira base e pelo Toronto Blue Jays,   Cleveland Indians e Seattle Mariners.